# Symphyllia erythraea
Symphyllia erythraea är en korallart som först beskrevs av Carl Benjamin Klunzinger 1879.
Symphyllia erythraea ingår i släktet Symphyllia och familjen Mussidae. IUCN kategoriserar arten globalt som livskraftig. Inga underarter finns listade i Catalogue of Life.